# Passo Baremone
Il passo Baremone, conosciuto anche col nome di passo del Marè, è  un passo di montagna posto a 1.450 m s.l.m. nel gruppo del passo di Crocedomini tra la Val Sabbia e la Val Trompia (Brescia); mette in comunicazione il lago d'Idro con la testata del bacino del Mella, attraverso il passo del Maniva. La strada fu costruita nel 1559 da Sigismondo Lodrone.
Dal punto di vista amministrativo si trova nel comune di Anfo.
Dal valico partono diverse escursioni; le principali interessano la Corna Blacca (2000 m), il forte di Cima Ora e il complesso della Rocca d'Anfo, fortificazione di epoca napoleonica di notevole interesse storico e militare.

## In bicicletta
La salita dal versante valsabbino è particolarmente impegnativa da percorrere in bicicletta. Partendo da Anfo sul Lago d'Idro a 380 m s.l.m., dopo 11 km di ascesa a una pendenza del 9,2% di media (con una punta massima del 16%), si giunge a un rifugio-ristorante dal quale la strada poi prosegue per il Dosso Alto e dopo 14 chilometri si raggiunge il passo del Maniva. È possibile inanellare questa salita con altri 9 colli per un dislivello complessivo di 2250 m. L'esposizione a sud-ovest rende la salita particolarmente assolata.
Molto impegnativa anche la salita da Bagolino attraverso il passo del Maniva, che lungo 12 km presenta una pendenza media dell'8% e una massima del 20%.